# Pierre Louis Benouville
Pour les articles homonymes, voir Benouville.

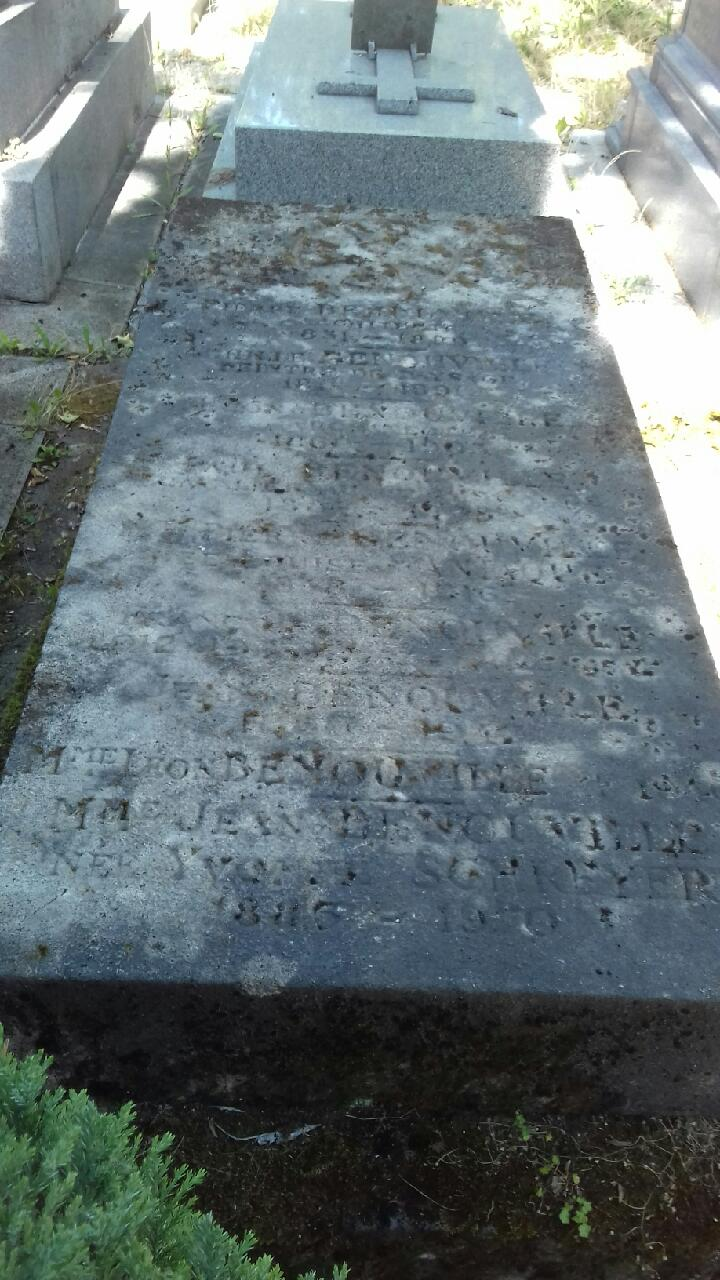
Sépulture Benouville, Paris, cimetière du Père-Lachaise.

Pierre Louis Alfred Benouville né à Rome le 4 avril 1852 et mort à Paris le 15 avril 1889 est un architecte français.

## Biographie
Fils du peintre de paysage Jean-Achille Benouville (1815-1891), neveu du peintre François Léon Benouville (1821-1859) et frère de l'architecte Léon Benouville (1860-1903), Pierre Louis Benouville est grand-père paternel du général Pierre de Benouville (1914-2001).
Reçu premier à l'École nationale supérieure des beaux-arts de Paris en 1869, il devient élève à l'atelier André. Élève de première classe en 1872, il est lauréat de l'Institut.
Prix Achille Leclère, Chaudesaigues avec pension de deux ans en Italie en 1875, il reçoit la médaille de troisième classe au Salon de 1876, puis celle de seconde classe à celui de 1877.
Il obtient successivement le diplôme de professeur de dessin scientifique en 1878, une mention à l'Exposition universelle de 1878, un deuxième prix au concours pour la mairie de Pantin en 1880.
Il est nommé rapporteur le 30 décembre 1880, puis architecte des édifices diocésains le 21 juin 1882, en remplacement d'Émile Vaudremer nommé à Lyon.
Il meurt le 15 avril 1889 à Paris, où il est inhumé au cimetière du Père-Lachaise (95e division), auprès de son père et de son frère,.

## Publications
- Pierre Bénouville et Philippe Lauzun, « L'abbaye de Flaran », Revue de Gascogne, t. XXIX,‎ 1888, p. 289-302, planches I à VII (lire en ligne), t. XXX, 1889, p. 115-121, p. 221-233, p. 401-424, t. XXXI, 1890, p. 57-69, p. 167-181, p. 308-320